# Max Meyer
Maximilian Meyer, né le 18 septembre 1995 à Oberhausen (Allemagne), est un footballeur international allemand qui évolue au poste de milieu de terrain à l'APOEL Nicosie.

## Biographie

### Débuts
Maximilian Meyer commence sa carrière au club du FC Sardegna Oberhausen pour lequel il a joué de 2000 à 2002. Un recruteur du club Rot-Weiß Oberhausen ayant rapidement pris conscience de son potentiel, le fait alors signer. Le jeune prodige jouera jusqu'en 2004 pour la RWO. Par la suite, il rejoindra les équipes jeunes du MSV Duisbourg. Il y restera cinq ans. Son transfert en 2009 au centre de formation de Schalke 04 permis à Meyer d’obtenir sa première sélection internationale avec l'équipe d’Allemagne U15.

### Junior à Schalke 04
Au cours de la saison 2010-2011, Meyer a marqué 7 buts en 24 matchs.
Durant la saison suivante, 2011-2012, il dépasse ce « record » lors de son 17e match en marquant son 11e but. Il terminera cette saison avec un total de 21 buts. Cette performance lui permet d'être appelé à 16 ans dans l'équipe U19 de Schalke. Maximilian Meyer y marquera 4 buts en huit matchs et délivrera 4 passes décisives. L'équipe U19 se qualifie pour la phase finale et est arrive en finale de la compétition. Les joueurs gagneront contre les jeunes du Bayern Munich 2-1, sur un but de Philipp Hofmann sur une passe de Meyer.
Pour le match de Coupe DFB contre SV Sandhausen au second tour, Huub Stevens retient pour la première fois dans le groupe professionnel. Il ne rentrera cependant pas en jeu.
Le 14 décembre 2012, Meyer signe un contrat le liant au FC Schalke 04 jusqu'au 30 juin 2015.

### Schalke 04
Durant la trêve hivernale 2012/13, Meyer effectue le stage au Qatar avec l’équipe première de Schalke 04. Quelques jours plus tard, le directeur sportif Horst Heldt avance le fait que Maximilan devrait être intégré dans l'équipe senior. Le jeune joueur recevra aussi les compliments de Jens Keller à la suite de ce stage.
À la suite d'une hécatombe de blessure, le 9 février 2013, Maximilian Meyer fait partie du groupe retenu pour affronter le Bayern Munich à l’Allianz Arena mais il n’entrera pas en jeu. Le 16 février 2013, en rentrant à la 72e minute pour remplacer Raphaël lors du match contre le FSV Mainz 05, il joue son premier match professionnel. Il sera
décisif en offrant le but égalisateur à Michel Bastos (2-2).
Le 12 mars 2013, le jeune allemand remplace Marco Höger, KO à cause d’un contact, à la 85e minute du match de Ligue des Champions opposant Schalke 04 à Galatasaray. Il effectue alors ses débuts sur la scène européenne.
En mai 2013, le jeune prodige prolonge son contrat, expirant en 2015, jusqu'en 2017.
Au début de la saison 2013/2014, le numéro 7 est attribué au jeune prodige allemand bien que ce numéro, ayant été porté par Raùl, ne devait plus être attribué. Meyer abandonne donc le numéro 29 qu’il portait la saison précédente. Se blessant durant la préparation estivale, il ne commence pas la saison avec l’équipe première. Lors de son match de reprise avec l’équipe réserve, il marque deux buts face au SSVg Velbert.
Arrivant en fin de contrat en fin de saison 2017/2018, Max Meyer critique ses dirigeants, ce qui lui vaut une suspension à deux journées de la fin du championnat.

### Crystal Palace
Le 2 août 2018, il s'engage pour trois ans avec Crystal Palace. Le 15 janvier 2021, Meyer quitte Crystal Palace par consentement mutuel.

### Équipe d'Allemagne

#### Jeunes
Après avoir signé au FC Schalke 04, il est appelé pour la première fois, le 11 novembre 2009, en sélection nationale U15. Il joue toute la deuxième mi-temps du match contre la sélection U15 d’Estonie et marque un but.
Lors de l’édition 2011/2012 du Championnat d’Europe, Meyer fait partie du groupe U17 allemand tout comme son futur coéquipier de club Leon Goretzka. L’Allemagne perd en finale contre les Pays-Bas, mais Maximilian Meyer est élu joueur du tournoi et fini meilleur buteur (3 buts),.
En janvier 2013, il est appelé pour la première fois avec la sélection U19 allemande. Il marquera son premier but dans cette catégorie lors d’un match contre l’équipe U19 des Pays-Bas.
Joueur important durant toute la phase de qualification au Championnat d’Europe 2014, Meyer est utilisé à de nombreuses reprises. Néanmoins, il ne participera pas à la phase finale du tournoi puisque son club n’a pas voulu le mettre à disposition de la sélection U19, afin de lui laisser une période de récupération avant de commencer la saison 2014/2015,. En effet, avec son coéquipier Leon Goretzka, les jeunes allemands ont été retenus dans la liste des 30 joueurs de Joachim Löw pour la Coupe du monde 2014. Ils ont donc participé au stage de préparation. N’ayant pas été conservés pour aller au Brésil, les deux joueurs auraient alors pu participer au Championnat d’Europe U19. Mais étant donné que ce dernier se déroulait du 19 au 31 juillet 2014, Meyer et Goretzka n’auraient presque pas eu de repos et leur préparation pour la saison 2014/2015 aurait été tronquée.
« Malheureusement » pour ces deux jeunes joueurs, les U19 allemands ont gagné le Championnat d’Europe U19 2014 et la Nationalmannschaft a été couronnée au Brésil. Bien que faisant partie de ces deux groupes, ils ne pourront pas ajouter ces titres à leur palmarès.

#### Nationalmannschaft
Retenu pour le stage de préparation à la Coupe du monde 2014, Meyer est titulaire lors du match amical contre la Pologne,. Il fête ses débuts internationaux seniors avec son coéquipier Leon Goretzka, tous deux ont seulement 18 ans. Preuve que le destin de ces deux joueurs est lié, ils ne seront pas retenus pour faire le voyage au Brésil et assisteront en tant que supporter au sacre de leurs compatriotes,.

## Statistiques
| Saison                | Club                  | Championnat           | Championnat | Championnat | Championnat | Coupe nationale | Coupe nationale | Coupe nationale | Coupe de la Ligue | Coupe de la Ligue | Coupe de la Ligue | Compétition(s) continentale(s) | Compétition(s) continentale(s) | Compétition(s) continentale(s) | Compétition(s) continentale(s) | Allemagne | Allemagne | Allemagne | Total | Total | Total |
| Saison                | Club                  | Division              | M.          | B.          | P.d.        | M.              | B.              | P.d.            | M.                | B.                | P.d.              | Comp.                          | M.                             | B.                             | P.d.                           | M.        | B.        | P.d.      | M.    | B.    | P.d.  |
| 2012-2013             | Schalke 04            | Bundesliga            | 5           | 0           | 1           | -               | -               | -               | -                 | -                 | -                 | C1                             | 1                              | 0                              | 0                              | -         | -         | -         | 6     | 0     | 1     |
| 2013-2014             | Schalke 04            | Bundesliga            | 30          | 6           | 4           | 2               | 1               | 0               | -                 | -                 | -                 | C1                             | 9                              | 0                              | 1                              | 1         | 0         | 0         | 42    | 7     | 5     |
| 2014-2015             | Schalke 04            | Bundesliga            | 28          | 5           | 1           | 1               | 0               | 0               | -                 | -                 | -                 | C1                             | 8                              | 1                              | 1                              | -         | -         | -         | 37    | 6     | 2     |
| 2015-2016             | Schalke 04            | Bundesliga            | 32          | 5           | 8           | 2               | 0               | 0               | -                 | -                 | -                 | C3                             | 7                              | 1                              | 2                              | 1         | 1         | 0         | 42    | 7     | 10    |
| 2016-2017             | Schalke 04            | Bundesliga            | 27          | 1           | 3           | 3               | 0               | 1               | -                 | -                 | -                 | C3                             | 9                              | 1                              | 0                              | 2         | 0         | 0         | 41    | 2     | 4     |
| 2017-2018             | Schalke 04            | Bundesliga            | 24          | 0           | 0           | 4               | 1               | 1               | -                 | -                 | -                 | -                              | -                              | -                              | -                              | -         | -         | -         | 28    | 1     | 1     |
| Sous-total            | Sous-total            | Sous-total            | 146         | 17          | 17          | 12              | 2               | 2               | -                 | -                 | -                 | -                              | 34                             | 3                              | 4                              | 4         | 1         | 0         | 196   | 23    | 23    |
| 2018-2019             | Crystal Palace        | Premier League        | 29          | 1           | 2           | 4               | 1               | 0               | 3                 | 0                 | 0                 | -                              | -                              | -                              | -                              | -         | -         | -         | 36    | 2     | 2     |
| 2019-2020             | Crystal Palace        | Premier League        | 13          | 0           | 0           | 1               | 0               | 0               | 1                 | 0                 | 0                 | -                              | -                              | -                              | -                              | -         | -         | -         | 15    | 0     | 0     |
| Sous-total            | Sous-total            | Sous-total            | 42          | 1           | 2           | 5               | 1               | 0               | 4                 | 0                 | 0                 | -                              | -                              | -                              | -                              | -         | -         | -         | 51    | 2     | 2     |
| Total sur la carrière | Total sur la carrière | Total sur la carrière | 188         | 18          | 19          | 17              | 3               | 2               | 4                 | 0                 | 0                 | -                              | 34                             | 3                              | 4                              | 4         | 1         | 0         | 247   | 25    | 25    |

## Palmarès

### En club
Vainqueur de la Coupe du Danemark en 2022 avec FC Midtjylland.

### En sélection
Max Meyer est finaliste de l'champion d'Europe des moins de 17 ans avec l'équipe d'Allemagne en 2012 et médaille d'argent aux Jeux olympiques de 2016 avec l'Allemagne olympique.
En 2017, Meyer est sacré champion d'Europe espoirs avec les espoirs allemands.

### Distinctions personnelles
- Meilleur buteur du championnat d'Europe des moins de 17 ans en 2012.
- Meilleur joueur du championnat d'Europe des moins de 17 ans en 2012.
- Médaille d'argent Fritz Walter dans la catégorie moins de 17 ans en 2012[29]. Cette médaille est décernée annuellement par la Fédération allemande de football aux meilleurs jeunes footballeurs allemands.